# The Last Campfire
『The Last Campfire』は、イギリスのインディーゲームスタジオHello Gamesが開発し2020年8月27日に発売された3Dアクションパズルゲーム。

## 概要
同族とはぐれて迷子になったエンバー（Ember）が故郷へ戻るために旅をする物語。道中には、心を失い石化した状態の「フォーローン（forlorn）」となった同族たちがおり、彼らに触れると現れるパズルステージをクリアして石化を解き、心に希望を灯すキャンプファイヤーの拠点に導くことで先へ進む道が開けていく。
開発・発売元のHello Gamesは2016年発売のソフト『No Man's Sky』で知られているが、本作は『No Man's Sky』のような大規模な作品ではなく小規模な作品を小規模なチームで制作するというプロジェクトのもとで進められ、開発チームはSteven Burgess、Chris Symonds、James Chilcottの3人で構成されている。Hello Gamesは『No Man's Sky』をきっかけに社員数が急速に増加したが、それ以前には小規模なチームで『Joe Danger』シリーズを手掛けており、Hello Games創設者の一人であるSean Murrayは、我々が経験したようなことをする機会をスタジオの他の人たちにも与えたかったと語っている。

## システム
旅の主な舞台は森・沼地・洞窟の3つで、エリア内を探索してフォーローン状態の同族を見つけ出し、パズルステージのクリア後に拠点のキャンプファイヤーに集まった同族が一定数以上となれば次のエリアへ進むことができる。パズルステージではステージ内の様々なギミックを活用しながら進んでいき、青い炎が入った檻があるゴール地点に到達すればクリアとなる（一部例外あり）。なお、ゲーム開始時に「探索モード」を選択するとパズルステージ部分をカットしてゲームが進行する。
2021年4月9日配信の無料アップデートにより、パズルの20%増量やパズルを任意にリプレイする機能の追加、エリア内の探索で手に入る収集アイテムである日記の文章を閲覧する機能の追加などが行われた。

## 評価
- 2021 SXSW Gaming Awards 「Indie Game of the Year」ノミネート[4]
- 第17回英国アカデミー賞ゲーム部門（英語版） 「British Game」ノミネート[5]